# 白路镇
白路镇，是中华人民共和国云南省楚雄彝族自治州武定县下辖的一个乡镇级行政单位。
2014年4月18日，云南省人民政府批复同意撤销白路乡，设立白路镇。

## 行政区划
白路镇下辖以下地区：
白路村、毕家村、岔河村、小井村、中村、平地村、古黑村、营盘村、三合村和洒布乍村。